# ایلویلو

جانمای استان ایلویلو در نقشه فیلیپین.

ایلویلو (Iloilo) یکی از استان‌های کشور فیلیپین است. این استان در مرکز این کشور قرار گرفته‌است و بخشی از جزیره‌های ویسایا به‌شمار می‌رود.
جمعیت آن حدود یک میلیون و نهصد هزار نفر است. مساحت این استان چهار هزار و هفتصد کیلومتر مربع و مرکز این استان شهر ایلویلو است. است.